# Charazani (plaats)

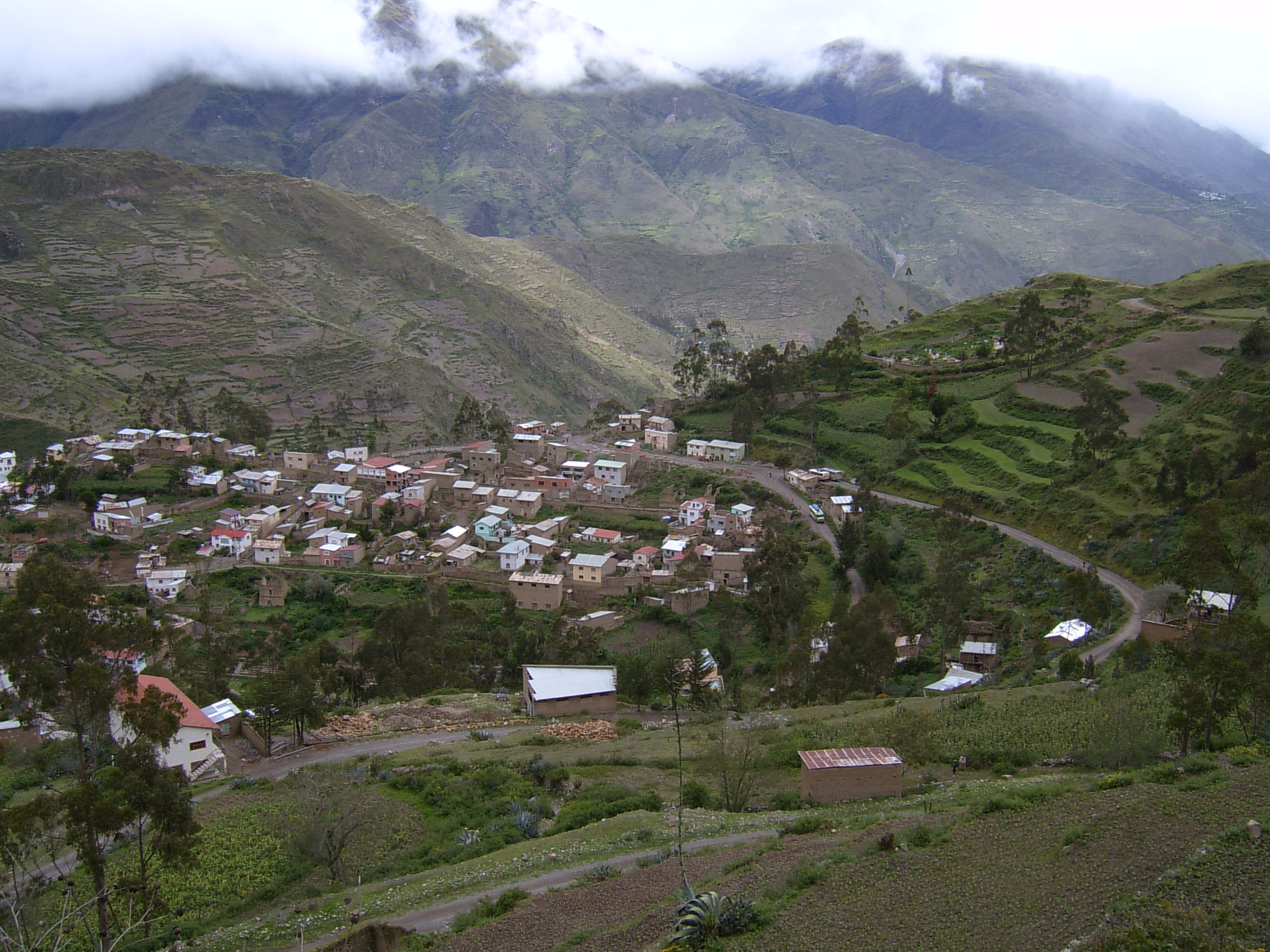
Charazani

Charazani, ook Villa Juan José Perez, is een kleine plaats in het departement La Paz in de Andes van Bolivia. Het is de hoofdplaats van de provincie Bautista Saavedra en de gemeente Charazani (ook General Juan José Pérez). Bij de volkstelling van 2001 had het dorp een bevolking van 501.